# Endelus dohertyi
Endelus dohertyi es una especie de escarabajo del género Endelus, familia Buprestidae. Fue descrita científicamente por Théry en 1932.

## Distribución geográfica
Esta especie se encuentra en Papúa Nueva Guinea.